# カルフーン郡 (アイオワ州)
カルフーン郡（英: Calhoun County）は、アメリカ合衆国アイオワ州の西部に位置する郡である。2010年国勢調査での人口は9,670人であり、2000年の11,115人から13.0％減少した。郡庁所在地はロックウェルシティ市（人口1,039人）であり、同郡で人口最大の都市でもある。

## 歴史
カルフーン郡は1851年1月15日に、未編入の土地に設立され、当初は「フォックス郡」と呼ばれていた。1853年、郡名は第7代アメリカ合衆国副大統領ジョン・カルフーンに因んで改名された。1870年にイリノイ・セントラル鉄道の線が郡内に敷設されると、郡庁所在地はレイクシティからロックウェルシティに移された。1882年8月7日、最初の列車がロックウェルシティに到着し、同年には市の人口が倍増した。初代郡庁舎は木造だったが、1884年に焼失し、郡政府は近くのホテルに移った。1913年、現在の郡庁舎が建設された。
1893年7月6日、ポメロイ市が藤田スケールF5の竜巻に襲われた。竜巻の通過した跡は幅500ヤード (450 m)、長さ55マイル (88 km) に及び、ポメロイ市の家屋の80％を破壊した。死者は71人、負傷者は200人だった。

## 地理
アメリカ合衆国国勢調査局に拠れば、郡域全面積は572.29平方マイル (1,482.2 km2)であり、このうち陸地570.15平方マイル (1,476.7 km2)、水域は2.14平方マイル (5.5 km2)で水域率は0.37％である。

### 主要高規格道路
- アメリカ国道20号線
- アイオワ州道4号線
- アイオワ州道7号線
- アイオワ州道175号線

### 隣接する郡
- ポカホンタス郡 - 北
- ウェブスター郡 - 東
- グリーン郡 - 南東
- キャロル郡 - 南西
- サク郡 - 西

## 人口動態

### 2010年国勢調査
以下は2010年国勢調査による人口統計データである。
基礎データ
- 人口: 14,867人
- 人口密度: 7人/km2（17人/mi2）
- 住居数: 5,108軒
- 使用住居: 4,242軒[5]

### 2000年国勢調査

2000人口ピラミッド

以下は2000年国勢調査による人口統計データである。
| 基礎データ - 人口: 11,115人 - 世帯数: 4,513 世帯 - 家族数: 3,014 家族 - 人口密度: 8人/km2（20人/mi2） - 住居数: 5,219軒 - 住居密度: 4軒/km2（9軒/mi2） 人種別人口構成 - 白人: 98.06% - アフリカン・アメリカン: 0.69% - ネイティブ・アメリカン: 0.20% - アジア人: 0.18% - 太平洋諸島系: 0.01% - その他の人種: 0.34% - 混血: 0.52% - ヒスパニック・ラテン系: 0.90% 年齢別人口構成 - 18歳未満: 23.1% - 18-24歳: 6.4% - 25-44歳: 24.8% - 45-64歳: 23.7% - 65歳以上: 22.1% - 年齢の中央値: 42歳 - 性比（女性100人あたり男性の人口） - 総人口: 98.1 - 18歳以上: 97.6 | 世帯と家族（対世帯数） - 18歳未満の子供がいる: 27.8% - 結婚・同居している夫婦: 57.9% - 未婚・離婚・死別女性が世帯主: 6.6% - 非家族世帯: 33.2% - 単身世帯: 30.5% - 65歳以上の老人1人暮らし: 17.8% - 平均構成人数 - 世帯: 2.31人 - 家族: 2.87人 収入と家計 - 収入の中央値 - 世帯: 33,286米ドル - 家族: 41,583米ドル - 性別 - 男性: 28,787米ドル - 女性: 20,095米ドル - 人口1人あたり収入: 17,498米ドル - 貧困線以下 - 対人口: 10.1% - 対家族数: 7.1% - 18歳未満: 13.5% - 65歳以上: 8.5% |

## 都市と町
| - ファーナムビル - ジョリー - ニーリム | - レイクシティ - ロールビル - リットン | - マンソン - ポメロイ - リナード | - ロックウェルシティ - 郡庁所在地 - サマーズ - イェッター |

### 郡区
カルフーン郡は16の郡区に分割されている
| - バトラー郡区 - カルフーン郡区 - シーダー郡区 - センター郡区 | - エルムグローブ郡区 - ガーフィールド郡区 - グリーンフィールド郡区 - ジャクソン郡区 | - レイククリーク郡区 - リンカーン郡区 - ローガン郡区 - リーディング郡区 | - シャーマン郡区 - ツインレイクス郡区 - ユニオン郡区 - ウィリアムズ郡区 |